# Guillaume Gaulène
 (mars 2024).
Si vous disposez d'ouvrages ou d'articles de référence ou si vous connaissez des sites web de qualité traitant du thème abordé ici, merci de compléter l'article en donnant les références utiles à sa vérifiabilité et en les liant à la section « Notes et références ».
Pour les articles homonymes, voir Gaulène.
Guillaume Gaulène, né le 22 mai 1887 à Toulon et mort le 10 décembre 1978 à Six-Fours-les-Plages, est un écrivain français.

## Biographie
Guillaume Gaulène naît le 22 mai 1887 à Toulon, dans une famille liée à la haute bourgeoisie. Son père, François Gaulène, est un notable de la région, et il a un frère nommé Jules Gaulène. Dès son jeune âge, Guillaume montre un intérêt pour la littérature, mais il choisit une carrière dans la magistrature, suivant ainsi une voie professionnelle stable et respectée.
En parallèle de sa carrière de magistrat, Gaulène commence à écrire et publie son premier roman, L'amour rôde, la mort fait le guet, en 1913 chez Perrin. Ce premier ouvrage attire l’attention, mais c’est avec Des soldats, publié en 1917, qu’il se fait véritablement remarquer. Ce roman, inspiré par la Première Guerre mondiale, est salué par la critique, notamment par l’écrivain Louis Thomas qui le qualifie de « l’un des meilleurs ouvrages qu’ait inspirés la guerre ». Cette reconnaissance précoce établit Gaulène comme une voix importante de la littérature de guerre en France.
Au cours des années 1920 et 1930, Gaulène continue d’écrire et publie une demi-douzaine de romans, dont Le Mémorial secret, qui retient l’attention de plusieurs critiques de l’époque. Ses œuvres de cette période explorent souvent des thèmes liés à la condition humaine, à la guerre et à la société française. En 1924, Jean Soulairol le décrit comme un « romancier languedocien » dans un article des Nouvelles littéraires, soulignant ainsi ses liens avec la région du Languedoc, où il passe une grande partie de sa vie.
Après une période de silence littéraire qui dure plus de vingt ans, Gaulène fait un retour remarqué en 1961 avec la publication de Le Vent d’autan. Ce roman, décrit comme « un fruit d’automne » par la critique, est salué pour sa force et son originalité, et il est considéré comme l’un des meilleurs de la saison littéraire. Ce retour suscite l’intérêt des médias, qui redécouvrent alors l’ensemble de son œuvre. En 1962, il publie L’Assaut, et une réédition de Le Mémorial secret est également réalisée, témoignant de l’intérêt renouvelé pour son travail.
Tout au long de sa vie, Gaulène maintient un équilibre entre sa carrière de magistrat et son activité d’écrivain. Il est connu pour sa discrétion et son attachement à la vie privée, ce qui explique en partie la rareté des informations sur sa vie personnelle. Il décède le 10 décembre 1978 à Six-Fours-les-Plages, laissant derrière lui un héritage littéraire qui continue d’être étudié et apprécié.

## Œuvres

### Romans
- 1913 : L'amour rôde, la mort fait le guet, Perrin.
- 1921 : Maman et Claude, Perrin.
- 1925 : Du sang sur la croix, Rieder.
- 1926 : Le Mémorial secret, Rieder ; réédition en 1962 chez Gallimard[2].
- 1930 : Le Destin, Rieder.
- 1934 : Le comte Serge, Éditions Baudinière.
- 1935 : L'amant abandonné, Rieder.
- 1961 : Le Vent d'autan, Gallimard[3].
- 1962 : L'Assaut, Gallimard.
- 1964 : Le Saut périlleux, Gallimard[4].

### Recueil de nouvelles
- 1917 : Des soldats, Perrin (« l'un des meilleurs ouvrages qu'ait inspirés la guerre » selon l'écrivain Louis Thomas[a]).